# Réseau de transport de Longueuil
Pour les articles homonymes, voir RTL (homonymie).
Le Réseau de transport de Longueuil (RTL) est une société de transport en commun qui dessert l'agglomération de Longueuil, un territoire d'une superficie de 309,6 km2 composé des villes de Longueuil, Boucherville, Brossard, Saint-Bruno-de-Montarville et Saint-Lambert.

## Histoire

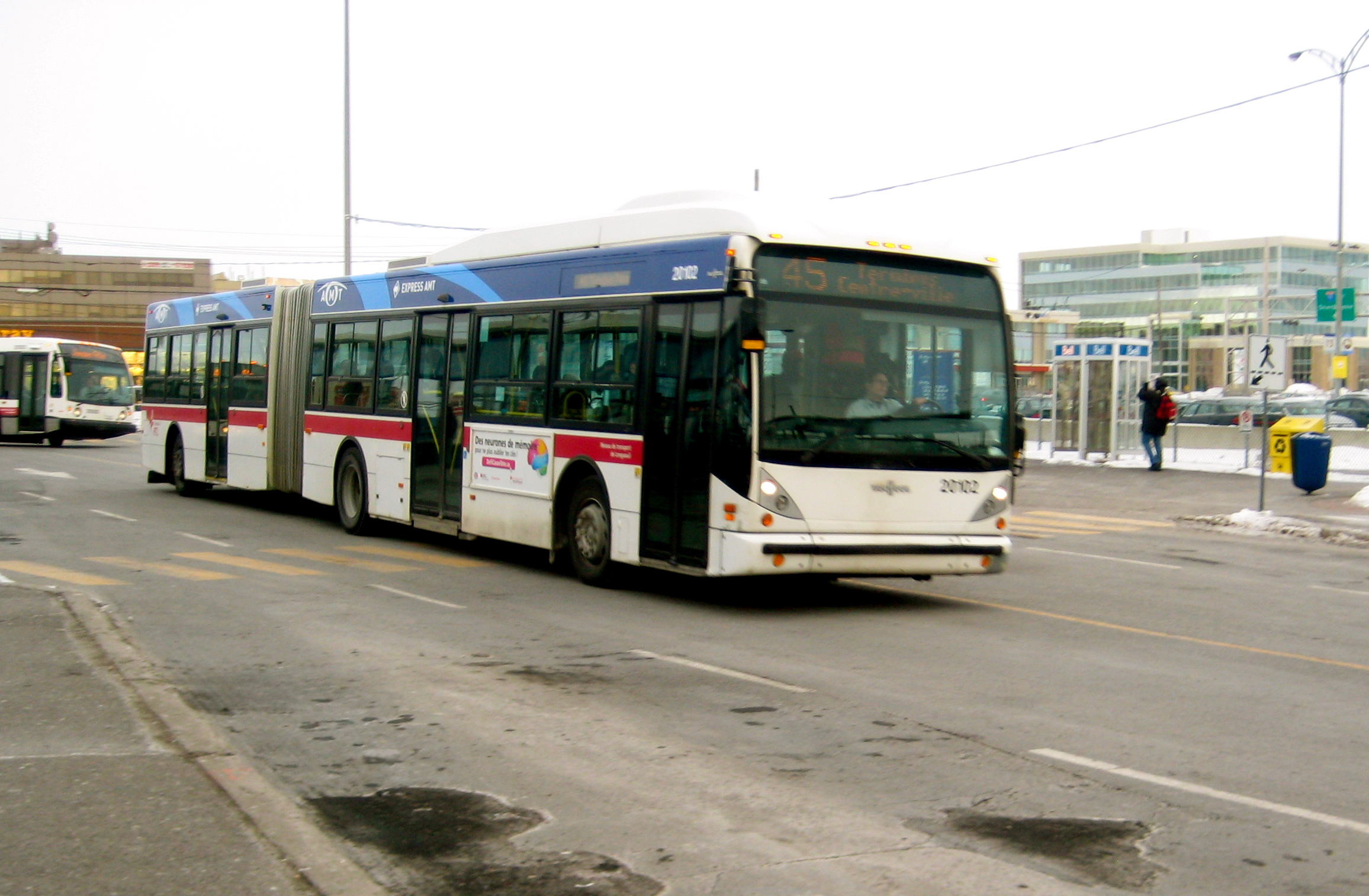
Un Van Hool AG300 sur la ligne 45 au terminus Brossard-Panama.

Le RTL est officiellement inauguré le 1er juillet 1974 sous le nom de « Commission de transport de la Rive Sud de Montréal » (CTRSM), remplaçant l'ancienne société privée Chambly Transport. Le réseau dessert alors les anciennes municipalités de Boucherville, Brossard, Greenfield Park, Longueuil, LeMoyne, Saint-Hubert, Saint-Lambert et Notre-Dame-du-Sacré-Cœur (annexée à Brossard en 1978).
En 1985, l'Assemblée nationale approuve un projet de loi qui constitue la « Société de transport de la Rive-Sud de Montréal » (STRSM). En 2002, à la suite des fusions municipales, le réseau devient officiellement la « Société de transport de Longueuil ». Son nom commercial est cependant le « Réseau de transport de Longueuil » (RTL) pour éviter toute confusion avec la Société de transport de Laval.

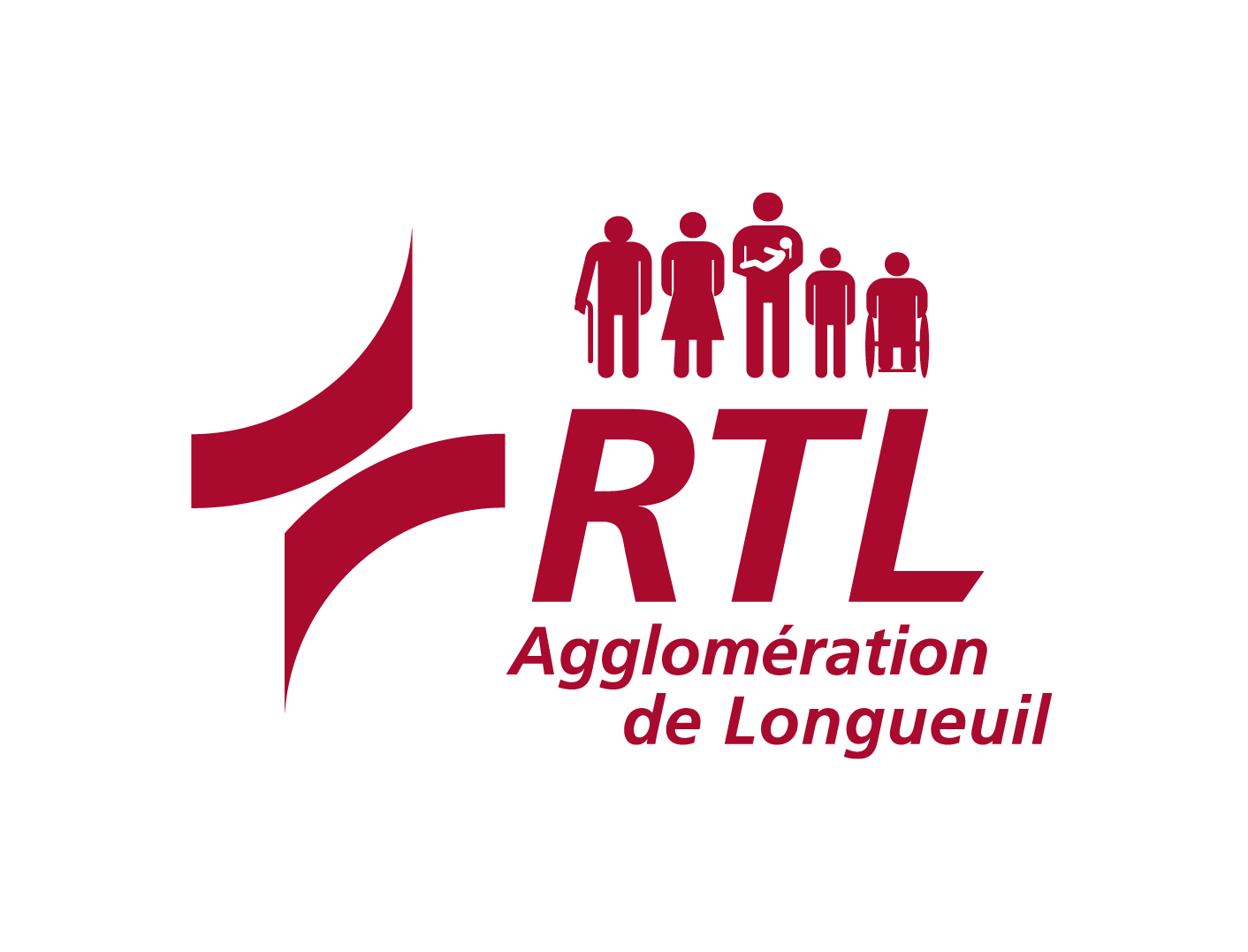
Le logo du RTL (2002 à 2025).

Certaines des « anciennes » municipalités ont défusionné de la ville de Longueuil le 1er janvier 2006 après des référendums. Cependant, les municipalités reconstituées continuent d'être desservies et de contribuer financièrement au RTL puisqu'elles appartiennent toujours à l'agglomération de Longueuil.

## Terminus desservis par les autobus du RTL
- Stations du métro de Montréal
  - Station Bonaventure accessible via le terminus Centre-Ville
  - Station Longueuil–Université-de-Sherbrooke accessible via le terminus Longueuil
  - Station Papineau
  - Station Radisson accessible via le terminus Radisson
- Stations du Réseau express métropolitain
  - Station Brossard accessible via le terminus Brossard
  - Station Du Quartier
  - Station Panama accessible via le terminus Panama
- Gares du train de banlieue sur la ligne Mont-Saint-Hilaire
  - Gare Longueuil–Saint-Hubert
  - Gare Saint-Bruno
  - Gare Saint-Lambert
- Stationnements incitatifs
  - Stationnement incitatif du terminus De Montarville
  - Stationnement incitatif de Mortagne
  - Stationnement incitatif de Touraine
- Équipements vélos
  - Longueuil : Intersection boul. Roland-Therrien / boul. Jacques-Cartier est
  - Brossard : Intersection boul. du Quartier / chemin des Prairies
  - Saint-Lambert : parc de la Gare
  - Vélostation au terminus Longueuil

## Lignes d'autobus et de taxi collectif
Le RTL exploite 81 lignes d'autobus régulières et 1 ligne de taxi collectif. Le tableau suivant présente les lignes du réseau en date du mois de juin 2025. Des lignes d'autobus scolaires et des services de transport à la demande existent également dans certains secteurs.
| Lignes du RTL | Lignes du RTL                                                | Lignes du RTL      | Lignes du RTL          | Lignes du RTL | Lignes du RTL |
| No            | Nom de la ligne                                              | Desserte           | Terminus               | 7 jours       |               |
| ------------- | ------------------------------------------------------------ | ------------------ | ---------------------- | ------------- | ------------- |
| 1             | Desaulniers / Victoria / Windsor                             | GP, SH, SL, VL     | Longueuil              | Oui           |               |
| 3             | Secteur Laflèche                                             | SH, VL             | Longueuil              | Oui           |               |
| 4             | Taschereau / Payer / DIX30                                   | Br, GP, SH, VL     | Brossard, Longueuil    | Oui           |               |
| 5             | Auteuil / Montée Saint-Hubert / Maisonneuve                  | Br, SH             | Panama                 | Oui           |               |
| 6             | Victoria                                                     | Br, GP, SL, VL     | Longueuil, Panama      | Oui           |               |
| 8             | Chemin de Chambly / Cousineau / Promenades Saint-Bruno       | SB, SH, VL         | Longueuil              | Oui           |               |
| 9             | Secteurs L-M Saint-Hubert                                    | SH, VL             | Longueuil              |               |               |
| 10            | Roland-Therrien / Belcourt                                   | VL                 | Longueuil              |               |               |
| 13            | Riverside / Secteurs P-V Brossard                            | Br, SL, VL         | Longueuil, Panama      | Oui           |               |
| 14            | Rome / DIX30                                                 | Br, VL             | Brossard, Longueuil    |               |               |
| 15            | Riverside / Alexandra / Churchill                            | Br, GP, SL, VL     | Longueuil, Panama      | Oui           |               |
| 16            | Nobert / Antoinette-Robidoux / Adoncour                      | VL                 | Longueuil              | Oui           |               |
| 17            | Roland-Therrien / Roberval                                   | VL                 | Longueuil              |               |               |
| 19            | Davis                                                        | SH, VL             | Longueuil              | Oui           |               |
| 20            | Jean-Paul-Vincent / Beauharnois                              | VL                 | Longueuil              | Oui           |               |
| 21            | Grande Allée / du Quartier                                   | Br, GP, SH, VL     | Du Quartier, Longueuil | Oui           |               |
| 22            | Gare Longueuil–Saint-Hubert / Secteur B Vieux-Longueuil      | Bo, SH, VL         | Aucun                  |               |               |
| 23            | Sainte-Hélène / Jacques-Cartier                              | VL                 | Longueuil              |               |               |
| 25            | Parcs industriels Vieux-Longueuil / Boucherville             | Bo, VL             | Longueuil              |               |               |
| 28            | Chemin de Chambly / Savane / ENA                             | SH, VL             | Longueuil              | Oui           |               |
| 29            | Collectivité Nouvelle                                        | VL                 | Longueuil              | Oui           |               |
| 30            | Secteurs P-V Brossard                                        | Br                 | Panama                 |               |               |
| 31            | Secteurs R-S-T Brossard / Saint-Laurent                      | Br                 | Panama                 |               |               |
| 32            | Secteur B Brossard / Mountainview                            | Br, SH             | Brossard, Du Quartier  | Oui           |               |
| 33            | Secteurs M-N-O Brossard                                      | Br                 | Panama                 |               |               |
| 34            | Secteur A Brossard / Bellevue                                | Br, GP             | Panama                 |               |               |
| 37            | Simard / du Béarn                                            | Br, GP, SL         | Panama                 |               |               |
| 38            | Chevrier / Secteur B Brossard                                | Br, SH             | Brossard, Panama       | Oui           |               |
| 41            | Rome / Milan                                                 | Br                 | Panama                 | Oui           |               |
| 42            | Gaétan-Boucher / Parc de la Cité                             | Br, SH             | Panama                 | Oui           |               |
| 43            | Milan / Rome                                                 | Br                 | Panama                 | Oui           |               |
| 44            | Secteurs M-N-O Brossard                                      | Br                 | Panama                 |               |               |
| 46            | Secteurs R-S-T Brossard                                      | Br                 | Panama                 |               |               |
| 47            | Secteurs R-S-T Brossard                                      | Br                 | Brossard, Panama       | Oui           |               |
| 49            | Secteurs R-S Brossard                                        | Br                 | Panama                 | Oui           |               |
| 50            | Bienville / Orchard / Prince-Charles                         | Br, SH             | Panama                 | Oui           |               |
| 54            | Tiffin / Saint-Georges / Taschereau                          | Br, GP, SH, SL, VL | Longueuil, Panama      | Oui           |               |
| 55            | Victoria / Wellington                                        | GP, SL, VL         | Centre-Ville           |               |               |
| 59            | Montgomery / Gareau                                          | Br, GP, SH         | Panama                 |               |               |
| 60            | Milan / Gaétan-Boucher / Promenades Saint-Bruno              | Br, SB, SH         | Panama                 |               |               |
| 61            | Boucherville / Terminus Radisson                             | Bo                 | Radisson               | Oui           |               |
| 71            | Curé-Poirier                                                 | VL                 | Longueuil              | Oui           |               |
| 73            | Joliette / de Lyon                                           | VL                 | Longueuil              | Oui           |               |
| 74            | Saint-Laurent / Secteur Bellerive                            | VL                 | Longueuil              | Oui           |               |
| 75            | Quinn / Brébeuf                                              | VL                 | Longueuil              | Oui           |               |
| 76            | Rolland-Therrien / Roberval                                  | VL                 | Longueuil              |               |               |
| 77            | Taschereau / Coteau-Rouge / Cégep Édouard-Montpetit          | Br, GP, SH, VL     | Panama                 | Oui           |               |
| 78            | Adoncour / du Colisée                                        | VL                 | Longueuil              |               |               |
| 80            | De Montarville / Carrefour de la Rive-Sud                    | Bo, VL             | Longueuil              | Oui           |               |
| 81            | du Fort-Saint-Louis / Marie-Victorin                         | Bo, VL             | Longueuil              | Oui           |               |
| 82            | Marie-Victorin / du Fort-Saint-Louis                         | Bo, VL             | Longueuil              |               |               |
| 83            | De Montarville / Samuel-De Champlain                         | Bo, VL             | Longueuil              | Oui           |               |
| 84            | Samuel-De Champlain / De Montarville                         | Bo, VL             | Longueuil              |               |               |
| 85            | Îles-Percées / de Mortagne / de Gascogne                     | Bo, VL             | Longueuil              |               |               |
| 86            | Samuel-De Champlain / De Montarville / Terminus Centre-Ville | Bo                 | Centre-Ville           |               |               |
| 87            | Marie-Victorin / du Fort-Saint-Louis / Terminus Centre-Ville | Bo                 | Centre-Ville           |               |               |
| 88            | Chemin de Chambly / Mountainview                             | SH, VL             | Longueuil              | Oui           |               |
| 93            | Gare Saint-Bruno / Montarville / Yvonne-Duckett              | SB                 | Aucun                  |               |               |
| 98            | Parc industriel Saint-Bruno / Parent                         | SB, SH, VL         | Longueuil              |               |               |
| 99            | Promenades Saint-Bruno / Saint-Bruno-de-Montarville          | SB, SH, VL         | Longueuil              | Oui           |               |
| 120           | Fernand-Lafontaine / Stationnement de Mortagne               | Bo, VL             | Longueuil              |               |               |
| 123           | Jacques-Cartier / Parcs industriels                          | Bo, VL             | Longueuil              | Oui           |               |
| 125           | Pratt & Whitney / Lumenpulse                                 | VL                 | Longueuil              |               |               |
| 128           | Zone aéroportuaire / Parc industriel Saint-Bruno             | SB, SH, VL         | Longueuil              |               |               |
| 132           | DIX30 / Parc de la Cité / Mountainview                       | Br, SH             | Brossard, Du Quartier  | Oui           |               |
| 160           | Milan / Gaétan-Boucher / Centre-ville Saint-Bruno            | Br, SB, SH         | Panama                 | Oui           |               |
| 161           | Roland-Therrien / Jacques-Cartier / de Mortagne              | Bo, VL             | Longueuil              | Oui           |               |
| 170           | Station Papineau / Sainte-Hélène / Jacques-Cartier           | VL                 | Papineau               |               |               |
| 180           | De Montarville / des Sureaux                                 | Bo, VL             | Longueuil              |               |               |
| 185           | Ampère / Gay-Lussac                                          | Bo, VL             | Longueuil              |               |               |
| 192           | Terminus Brossard / Montarville / Yvonne-Duckett             | Br, SB             | Brossard               |               |               |
| 199           | Seigneurial / Grand Boulevard                                | SB, SH, VL         | Longueuil              |               |               |
| 214           | Station Brossard / de Rome / Saint-Laurent                   | Br                 | Brossard               |               |               |
| 284           | Navette Boucherville                                         | Bo                 | Aucun                  |               |               |
| 410           | Express Roland-Therrien / Belcourt                           | VL                 | Longueuil              |               |               |
| 417           | Express Roland-Therrien / Roberval                           | VL                 | Longueuil              |               |               |
| 421           | Grande Allée / Armand-Frappier                               | Br, GP, SH, VL     | Longueuil              |               |               |
| 428           | Zone aéroportuaire / Agence spatiale canadienne              | SH, VL             | Longueuil              | Oui           |               |
| 442           | Cousineau / Pacific                                          | SH, SL, VL         | Longueuil              |               |               |
| 461           | Express de Touraine / de Montarville / Radisson              | Bo                 | Radisson               | Oui           |               |
| 462           | Touraine / Mortagne / Radisson / HMR / Inst. cardio          | Bo                 | Radisson               | Oui           |               |
| T48           | Taxi collectif - Brossard Marie-Victorin / Saint-Laurent     | Br                 | Panama                 |               |               |

### Lignes abolies
| Lignes du RTL | Lignes du RTL                                              |
| No            | Description de la ligne                                    |
| ------------- | ---------------------------------------------------------- |
| T20           | Taxi collectif - Chemin de Chambly / Pacific               |
| T22           | Taxi collectif - Parc industriel Gérard-Leclerc            |
| T92           | Taxi collectif - Parc industriel Boucherville / Gay-Lussac |
| T93           | Taxi collectif - de Mortagne / du Boisé                    |

## Autres services de transport
- Autobus scolaires : Le RTL exploite plus de 70 lignes d'autobus scolaire (numérotées dans les 500 et 600) desservant les écoles secondaires publiques relevant du Centre de services scolaire Marie-Victorin et de la Commission scolaire Riverside, ainsi que quelques écoles secondaires privées sur le territoire. Ces autobus ne circulent qu'une fois dans chaque direction les jours de classe. Plus de 8 000 élèves utilisent ce service[3].

- Service de navettes de remplacement du REM : Lorsque les trains du REM sont interrompus en raison d’une panne ou de travaux programmés, le RTL met en place des navettes entre les stations Panama, Du Quartier et Brossard sur son territoire, ainsi que les stations d'Île-des-Sœurs et de la Gare centrale de Montréal. Les lignes de navettes REM sont numérotées dans les 700[4].

- Transport adapté : En plus des lignes régulières accessibles en fauteuil roulant, les usagers inscrits ayant un handicap reconnu et résidant sur le territoire peuvent prendre rendez-vous pour un service de transport adapté porte-à-porte. Ce service est offert à 5 000 usagers[5].

- Transport à la demande : Le RTL exploite l’application RTL à la demande permettant aux usagers de créer un compte de transport à la demande et de planifier un embarquement et un débarquement dans quatre zones à faible densité du territoire[6].